# Siège de Tarnovo
 (décembre 2020).
Guerres turco-bulgare
Le siège de Tarnovo s'est déroulée entre avril et le 17 juillet 1393 entre l'armée ottomane dirigée par Suleyman Bey et l'armée bulgare dirigée par Euthyme de Tarnovo.
Le siège de Tarnovo a eu lieu au printemps 1393 et a abouti à une victoire ottomane décisive. Avec la chute de sa capitale, l'Empire bulgare se réduit à quelques forteresses le long du Danube.

## Origines du conflit
Tarnovo a dépassé toutes les villes bulgares par sa taille, ses trésors et ses fortifications en partie naturelles et en partie artificielles. Par conséquent, les Turcs ont attaqué cette région de la Bulgarie en premier.

### Bataille
Au printemps 1393, Bayezid Ier rassembla ses troupes d'Asie mineure, traversa l'Helespont et rejoignit son armée occidentale, qui comprenait probablement des dirigeants chrétiens de Macédoine. Il confia le commandement principal à son fils Suleyman Bey et lui ordonna de partir pour Tarnovo. Soudain, la ville fut assiégée de tous côtés. Les Turcs ont menacé les citoyens de feu et de mort s'ils ne se rendaient pas.
La population a résisté mais s'est finalement rendue après un siège de trois mois, à la suite d'une attaque de la direction de Tsarévets, le 17 juillet 1393. L'église du patriarche "Ascension du Christ" a été transformée en mosquée, le reste des églises a également été transformé dans les mosquées, les bains ou les écuries. Tous les palais et églises de Trapezitsa ont été incendiés et détruits. Le même sort était attendu pour les palais tsar de Tsarevets; cependant, certaines parties de leurs murs et de leurs tours sont restées debout jusqu'au XVIIe siècle.
En l'absence du tsar Ivan Shishman, qui a tenté de combattre les Turcs ailleurs, conduisant les restes de ses troupes à la forteresse de Nikopol, le principal chef bulgare de la ville était le patriarche Euthyme. Il s'est rendu au camp turc avec l'intention de soulager le commandant turc, qui a écouté poliment ses appels, mais a ensuite tenu très peu de ses promesses.
Suleyman a quitté la ville après avoir nommé un commandant local. Le nouveau gouverneur a rassemblé tous les citoyens et boyards éminents sous un prétexte et les a tous tués. Selon la légende, Euthyme a été condamné à mort mais sauvé à la dernière minute par miracle.

## Conséquences
Plus tard, les principaux citoyens de la ville ont été envoyés en exil en Asie mineure, où leurs traces historiques sont perdues. Le patriarche a été envoyé en exil en Thrace. Il mourut en exil et fut plus tard salué comme un saint national de son peuple.
Les citoyens de Tarnovo qui sont restés dans la ville ont vu ce qui a été décrit par des sources contemporaines comme une "dévastation complète de la ville". Les colons turcs occupèrent Tsarevets qui s'appelait désormais Hisar. Les disciples d'Euthyme se dispersèrent en Russie et en Serbie, emportant avec eux des livres bulgares, de la même manière que les savants grecs enrichissaient l'Occident avec les vieux classiques. De nombreux marchands et boyards se sont convertis à l'islam. La célèbre église des saints quarante martyrs, construite par Ivan Asen II, quelque peu endommagée après la bataille, a été transformée en mosquée.
La chute de Tarnovo et l'exil du patriarche Euthyme marquent la destruction de l'église nationale bulgare. Dès août 1394, le patriarche de Constantinople nomma l'évêque métropolitain moldave pour porter les symboles épiscopaux à Tarnovo, où il vint l'année suivante. En 1402, Tarnovo avait son propre métropolite, soumis au patriarche byzantin. Ainsi, l'État bulgare est tombé sous la domination turque tandis que l'église bulgare est tombée sous la domination grecque.

## Sources
This article incorporates text from K. J. Jireček, Geschichte der Bulgaren (1876), a publication now in the public domain.
- (de) K. J. Jireček, Geschichte der Bulgaren, Nachdr. d. Ausg. Prag 1876, Hildesheim, New York : Olms 1977, 1876 (ISBN 3-487-06408-1, lire en ligne)
- Tsamblak, Grigory. Hagiography of Patriarch Evtimiy Tarnovski. Glasnik 31(1371), pp. 248–292